# Cisery
Cisery is een plaats en voormalige gemeente in het Franse departement Yonne in de regio Bourgogne-Franche-Comté enmaakt deel uit van het arrondissement Avallon.

## Geschiedenis
Op 1 januari 2019 fuseerden de gemeente Cisery, Guillon, Sceaux, Trévilly en Vignes tot de commune nouvelle Guillon-Terre-Plaine.

## Geografie
De oppervlakte van Cisery bedraagt 4,6 km², de bevolkingsdichtheid is dus 11,7 inwoners per km².
De onderstaande kaart toont de ligging van Cisery met de belangrijkste infrastructuur en aangrenzende gemeenten.

## Demografie
Onderstaande figuur toont het verloop van het inwonertal (bron: INSEE-tellingen).